# Сук, Йозеф
Йозеф Сук (чеш. Josef Suk; 4 января 1874 — 29 мая 1935) — чешский композитор и скрипач. Ученик и зять (муж дочери) Антонина Дворжака, дед скрипача Йозефа Сука.
Учился играть на органе и фортепиано у своего отца Йозефа Сука-старшего. Окончил Пражскую консерваторию, наряду с классом композиции Антонина Дворжака — класс скрипки Антонина Бенневица. В 1891—1933 гг. играл вторую скрипку в составе знаменитого Чешского квартета. Был одним из самых любимых учеников Дворжака. В 1898 году Сук женился на его дочери.
Автор симфонических и камерных произведений. Одно из самых масштабных сочинений — симфония № 2 «Азраил».
В 1932 году за сочинение «В новую жизнь» композитор был удостоен серебряной медали в Конкурсе искусств на X Олимпийских играх в Лос-Анджелесе (номинация — музыка). Золотая медаль в этой номинации не была присуждена. Сук вышел на пенсию в 1933 году. Он умер в Бенешове в 1935 году.
Среди учеников — Богуслав Мартину, Клемент Славицкий, Станойло Раичич и Павел Борковец.

## Сочинения
- 1888 — Струнный квартет (0) d-moll
- 1889 — Фортепианное трио c-moll, Op. 2 (новая редакция — 1890—1891)
- 1890 — Баллада d-moll для струнного квартета, также версия для скрипки и фортепиано
- 1890 — Баллада d-moll и Серенада A-dur, Op. 3, для виолончели и фортепиано (новая редакция — 1898)
- 1890 — Serenade in A, cello & piano, Op. 3, No. 2 (rev. 1898)
- 1891 — Three Songs without Words, piano
- 1891 — Piano Quartet in A minor, Op. 1
- 1891—1892 Dramatic Overture, Op. 4, orchestra
- 1891—1893 — Шесть пьес для фортепиано, Op. 7. Популярная, в том числе в различных переложениях, «Песня любви» («Písen lásky») из этого цикла, Op 7 № 1.
- 1892 — Fantasy-Polonaise, piano, Op. 5
- 1892 — Serenade for Strings in E flat, Op. 6
- 1893 — Melody for young violinists, for 2 violins
- 1893 — Piano Quintet in G minor, Op. 8 (rev. 1915)
- 1894 — A Winter’s Tale, Shakespeare Overture for orchestra, Op. 9 (rev. 1926)
- 1894 — Humoresque in C, piano (or 1897)
- 1895 — Album Leaf, piano
- 1895 — Five Moods, Op. 10, piano
- 1895—1896 Eight Pieces, Op. 12, piano
- 1896 — String Quartet No. 1 in B flat, Op. 11 : Finale Allegro Giocoso (second version; rev. 1915)
- 1896 — String Quartet No. 1 in B flat, Op. 11
- 1897 — Piano Sonatina in G minor, Op. 13 : Andante, included in Four Episodes for piano
- 1897 — Suite for piano, Op. 13 (rev. 1900 as Op. 21)
- 1897 — Piano Sonatina in G minor, Op. 13 (rev 1900; Minuet arr string quartet, Op. 21a)
- 1897 — Village Serenade for piano
- 1897—1898 — «Raduz & Mahulena: A Fairy Tale Suite for orchestra», Op. 16 (rev. 1912)
- 1897—1899 — Симфония N1 E-dur, Op. 14
- 1898 — Bagatelle, Op. 14, piano (originally the third movement of Symphony No. 1 in E)
- 1900 — Four Pieces for violin & piano, Op. 17
- 1901 — «Under the Apple Tree», Op. 20, cantata after Zeyer for mezzo-soprano & orchestra, arr. 1911-12
- 1902 — Spring, Op. 22a, five pieces for piano
- 1902 — Summer Impressions, Op. 22b, three pieces for piano
- 1902 — Elegy for violin, cello, string quartet, harmonium & harp, Op. 23; also arranged for Piano Trio
- 1903 — Fantasy in G minor, violin & orchestra, Op. 24
- 1903 — Fantastic Scherzo, Op. 25, orchestra
- 1904 — Симфоническая поэма «Прага» (чеш. Prague), Op. 26
- 1905—1906 — Симфония № 2 «Азраил» (чеш. Asrael) c-moll, Op. 27
- 1907 — About Mother, five pieces for piano, Op. 28
- 1907—1908 — Симфоническая поэма «Сказка лета» (чеш. A Summer's Tale), Op. 29
- 1909 — Ella-Polka, included in Four Episodes for piano
- 1909 — Things Lived & Dreamed, Op. 30, ten pieces for piano
- 1909 — Spanish Joke, piano
- 1910—1912 Six Lullabies, Op. 33, piano
- 1911 — String Quartet 2, Op. 31
- 1912—1917 — Симфоническая поэма «Созревание» (чеш. Zrani), Op. 34
- 1914 — Meditation on the Saint Wenceslas Chorale, Op. 35a, strings or string-quartet
- 1917 — Bagatelle with Nosegay in Hand, flute violin & piano
- 1919 — Album Leaf, included in Four Episodes for piano
- 1919 — Minuet, violin & piano
- 1919—1920 — Legend of Dead Victors, Commemoration for orchestra, Op. 35b
- 1919—1920 — Toward a New Life, Sokol March, Op. 35c, orchestra
- 1920 — About Friendship, Op. 36, piano
- 1920—1929 — Epilogue, Op. 37, text from Zeyer & Psalms, for soprano, baritone, bass, mixed chous & orchestra, rev 1930-33
- 1924 — About Christmas Day, included in Four Episodes for piano
- 1932 — Beneath Blanik, march arr Kalas for orchestra
- 1935 — Sousedska, for five violins, double-bass, cymbals, triangle, side-drum & bass-drum